# Adoro
Adoro (italienisch für „ich verehre“, lateinisch für „ich bete an“) ist ein in Deutschland produziertes Musikprojekt mit ursprünglich fünf jungen Opernsängern, die aus 200 Bewerbern ausgewählt wurden. Es wurde 2007 von dem Musikproduzenten Andy Lutschounig von Soda Music in Berlin als Klassik-/Pop-Crossover-Projekt ins Leben gerufen und wird von Universal Music unter dem Label We Love Music vertrieben. Die Musik von Adoro verbindet Elemente der Oper mit deutschsprachigen Popsongs, wie z. B. Liebe ist alles von Rosenstolz oder Irgendwie, irgendwo, irgendwann von Nena und großem Sinfonieorchester.

## Mitglieder
Peter Dasch (Bassbariton)
Dasch ist der Bruder der Sopranistin Annette Dasch. Er erhielt zunächst Trompeten- und Gitarrenunterricht. 1997 gründete er gemeinsam mit der Klarinettistin Franziska Orso das Klezmermusikduo klezmeyers. 2001 begann er an der Universität der Künste Berlin ein Studium der Schulmusik. Im Herbst 2004 wechselte er an die Hochschule für Musik und Theater „Felix Mendelssohn Bartholdy“ Leipzig und studierte in der Klasse von Roland Schubert Gesang. Dem Diplom im Februar 2008 schloss er ein Aufbaustudium an. Dasch wirkte in verschiedenen Inszenierungen mit, anfänglich als Chorist, später zunehmend als Solist, darunter im Don Giovanni, Figaros Hochzeit in II Campiello und in Alcina.
Nico Müller (Bariton)
Müller erhielt seine erste musikalische Ausbildung an der Musikschule Vogtland in den Fächern Gesang, Klavier und Akkordeon. Ab 2001 studierte er Gesangspädagogik an der Hochschule für Musik „Carl Maria von Weber“ Dresden und wechselte danach an die Hochschule für Musik Franz Liszt Weimar zu Musiktheater/Gesang. Dort schloss er Anfang 2009 erfolgreich ab und ging an die Hochschule für Musik und Tanz Köln, wo er im Aufbaustudium von Mario Hoff betreut wurde. Neben seinem Studium nahm er an Kursen bei Olaf Bär, Karl Peter Kammerlander und Charlotte Lehmann teil. Nico Müller ist sowohl im Musiktheater als auch in den Bereichen Lied/Konzert/Oratorium vielfältig aktiv. Engagements führten ihn an die Staatsoperette Dresden, das Theater Gera/Altenburg, das Opernhaus Chemnitz und das Theater Hof. Neben seiner Gesangstätigkeit ist er auch als Gesangspädagoge im Bereich Klassik und Musical tätig.
Jandy Ganguly (Bariton)
Ganguly studierte an der Hochschule für Musik und Theater „Felix Mendelssohn Bartholdy“ in Leipzig. Er wirkte in vielen deutschlandweiten Produktionen wie West Side Story, Don Carlos sowie Faust an der Deutschen Oper Berlin mit.
Assaf Kacholi (Lyrischer Tenor)
Kacholi studierte an der Rubin Music Academy in Tel Aviv, an der Hochschule für Musik „Hanns Eisler“ Berlin und der Universität der Künste Berlin. Er wirkte an der Neuköllner Oper, an der Komischen Oper Berlin, beim Frankfurt Oder Musikfestival sowie in Produktionen mit dem Brandenburgischen Staatsorchester mit. In Israel arbeitete er unter anderem mit dem Jerusalem Symphony Orchestra und dem Tel Aviv Chamber Orchestra zusammen.

## Ehemalige Mitglieder
Laszlo Maleczky (Tenor)
Maleczky, der aus einer österreichisch-ungarischen Opernsängerdynastie stammt, absolvierte seine Ausbildung an der Wiener Universität für Musik und darstellende Kunst und am Konservatorium Wien. Er war unter anderem Solist an der Wiener Volksoper, der Oper Leipzig, der Musikalische Komödie Leipzig und den Bregenzer Festspielen und wirkte bei vielen Opern- und Operettenproduktionen wie Die Zauberflöte, Così fan tutte, Der Vogelhändler, Der Graf von Luxemburg, Der Bettelstudent, Gräfin Mariza oder Der Zigeunerbaron mit.

## Rezeption
Zur Veröffentlichung des dritten Albums Glück schrieb die Recklinghäuser Zeitung: „Die fünf Opernsänger von Adoro nehmen solche Pop-Klassiker und verwandeln sie in klassische Lieder, mit Symphonie-Orchester und Belcanto-Stimmen. Ein Spagat, der Erfolg hat.“
Die Frankfurter Rundschau urteilte anlässlich eines Konzertes im Jahr 2018, die Musiker ließen „all das vermissen, weswegen sie einst gefeiert wurden: Klassik mit Moderne stimmgewaltig, peppig und intelligent zu verbinden“. Die Arrangements seien „eine einzige Sauce. Egal, welche Komposition die vier mit ihren samtigen Stimmen in den mit 1700 Besuchern besetzten Saal trugen, es wurde immer dasselbe daraus.“

## Diskografie

### Studioalben
| Jahr | Titel                 | Höchstplatzierung, Gesamtwochen, AuszeichnungChartplatzierungen (Jahr, Titel, Platzierungen, Wochen, Auszeichnungen, Anmerkungen) | Höchstplatzierung, Gesamtwochen, AuszeichnungChartplatzierungen (Jahr, Titel, Platzierungen, Wochen, Auszeichnungen, Anmerkungen) | Höchstplatzierung, Gesamtwochen, AuszeichnungChartplatzierungen (Jahr, Titel, Platzierungen, Wochen, Auszeichnungen, Anmerkungen) | Anmerkungen                             |
| Jahr | Titel                 | DE | AT | CH | Anmerkungen                             |
| ---- | --------------------- | --- | --- | --- | --------------------------------------- |
| 2008 | Adoro                 | DE1 ×5Fünffachgold · (37 Wo.)DE                                                                                                   | AT5 Platin · (26 Wo.)AT | CH43 (11 Wo.)CH | Erstveröffentlichung: 21. November 2008 |
| 2009 | Für immer und dich    | DE2 ×2Doppelplatin · (27 Wo.)DE                                                                                                   | AT5 Gold · (24 Wo.)AT | CH14 (16 Wo.)CH | Erstveröffentlichung: 6. November 2009  |
| 2010 | Glück                 | DE3 Platin · (19 Wo.)DE | AT2 Gold · (18 Wo.)AT | CH60 (7 Wo.)CH | Erstveröffentlichung: 12. November 2010 |
| 2011 | Liebe meines Lebens   | DE4 Platin · (14 Wo.)DE | AT20 Gold · (14 Wo.)AT | CH25 (7 Wo.)CH | Erstveröffentlichung: 11. November 2011 |
| 2012 | Träume                | DE14 Gold · (17 Wo.)DE | AT17 Gold · (7 Wo.)AT | — | Erstveröffentlichung: 16. November 2012 |
| 2014 | Nah bei dir           | DE16 (8 Wo.)DE | AT25 (4 Wo.)AT | — | Erstveröffentlichung: 7. November 2014  |
| 2015 | Lichtblicke           | DE39 (4 Wo.)DE | AT70 (1 Wo.)AT | — | Erstveröffentlichung: 27. November 2015 |
| 2017 | Irgendwo auf der Welt | DE50 (5 Wo.)DE | — | — | Erstveröffentlichung: 24. November 2017 |

### Livealben
| Jahr | Titel                                                 | Höchstplatzierung, Gesamtwochen, AuszeichnungChartsChartplatzierungen (Jahr, Titel, Platzierungen, Wochen, Auszeichnungen, Anmerkungen) | Anmerkungen                           |
| Jahr | Titel                                                 | DE | Anmerkungen                           |
| ---- | ----------------------------------------------------- | --- | ------------------------------------- |
| 2012 | Ein Abend mit Adoro – Live in der Festhalle Frankfurt | DE36 (3 Wo.)DE | Erstveröffentlichung: 10. August 2012 |

### Kompilationen
| Jahr | Titel     | Höchstplatzierung, Gesamtwochen, AuszeichnungChartsChartplatzierungen (Jahr, Titel, Platzierungen, Wochen, Auszeichnungen, Anmerkungen) | Anmerkungen                            |
| Jahr | Titel     | DE | Anmerkungen                            |
| ---- | --------- | --- | -------------------------------------- |
| 2013 | Das Beste | DE66 (1 Wo.)DE | Erstveröffentlichung: 11. Oktober 2013 |

### Singles
| Jahr | Titel Album           | Höchstplatzierung, Gesamtwochen, AuszeichnungChartsChartplatzierungen (Jahr, Titel, Album, Platzierungen, Wochen, Auszeichnungen, Anmerkungen) | Anmerkungen                    |
| Jahr | Titel Album           | DE | Anmerkungen                    |
| --- | --------------------- | --- | ------------------------------ |
| Folgende Lieder erschienen nicht als Single, wurden aber durch das Album zum Download und Streaming bereitgestellt und konnten somit eine Platzierung erlangen: |                       | |                                |
| |                       | |                                |
| 2009 | Liebe ist alles Adoro | DE60 (8 Wo.)DE | Charteinstieg: 16. Januar 2009 |